# Santuario Nacional Tabaconas Namballe
Das Santuario Nacional Tabaconas Namballe (SNTN) ist ein nationales Schutzgebiet im äußersten Norden von Peru in der Region Cajamarca. Es wurde am 20. Mai 1988 eingerichtet. Verwaltet wird es von der staatlichen Naturschutz-Agentur Servicio Nacional de Areas Naturales Protegidas por el Estado (SERNANP). Das Areal besitzt eine Fläche von 321,25 km². Es entspricht der IUCN-Kategorie III, vergleichbar einem Naturdenkmal in Deutschland. Das Santuario Nacional Tabaconas Namballe dient der Erhaltung der tropischen Nebelwälder und Steineibenwälder in der peruanischen Zentralkordillere. Das Gebiet weist eine hohe Biodiversität auf. In dem Gebiet finden trotz seines Schutzcharakters weiterhin Entwaldung, Jagd und die Entnahme von Nutzhölzern statt.

## Lage
Das Schutzgebiet befindet sich in der peruanischen Zentralkordillere in den Distrikten Tabaconas und Namballe in der Provinz San Ignacio. Es liegt 30 km westlich der Provinzhauptstadt San Ignacio unweit der ecuadorianischen Grenze. In dem Gebiet liegen die Quellgebiete der Flüsse Río Tabaconas und Río Namballe. Im Osten grenzt das Santuario Nacional Tabaconas Namballe an das regionale Schutzgebiet Bosques El Chaupe, Cunía y Chinchiquilla.

## Ökosystem
Im Schutzgebiet leben 61 Säugetier-Arten, darunter der Brillenbär (Tremarctos ornatus), der Bergtapir (Tapirus pinchaque), Mazama rufina aus der Gattung der Spießhirsche sowie der Nordpudu (Pudu mephistophiles). Es wurden 186 Vogelarten gezählt, 43 davon sind endemisch. In den letzten Jahren wurden in dem Gebiet zwei neu beschriebene Tierarten entdeckt, jeweils eine Art aus der Gattung der Gelbschulterfledermäuse (Sturnira) und der Reisratten (Oryzomys). Die Flora ist mit mindestens 286 erfassten Pflanzenarten vertreten, darunter 27 Farn-Arten.